# Run Run Run (píseň, The Velvet Underground)
„Run Run Run“ je pátá skladba z debutového alba newyorské rockové skupiny The Velvet Underground The Velvet Underground & Nico z roku 1967. Skladbu napsal Lou Reed a produkoval ji Andy Warhol. Roku 2016 vydal vlastní verzi písně zpěvák Julian Casablancas (byla nahrána speciálně pro seriál Vinyl).
Kapela píseň hrála již při svých vystoupeních v prosinci 1965, tedy v době nedlouho po svém vzniku.
Kapela píseň nahrála v dubnu 1966 v newyorském studiu společnosti Scepter Records nedlouho před jeho demolicí (již tehdy byla z podlahy vytrhána prkna a strženy některé zdi).
Její text pojednává o ztracených duších města.